# Беломестненское сельское поселение (Новооскольский район)
Беломе́стненское се́льское поселе́ние — упразднённое муниципальное образование в Новооскольском районе Белгородской области.
Административный центр — село Беломестное.
19 апреля 2018 года упразднено при преобразовании Новооскольского района в Новооскольский городской округ.

## История
Беломестненское сельское поселение образовано 20 декабря 2004 года в соответствии с Законом Белгородской области № 159.

## Население
| 2010  | 2011  | 2012  | 2013  | 2014  | 2015  | 2016  |
| ----- | ----- | ----- | ----- | ----- | ----- | ----- |
| 2380  | ↘2370 | ↘2344 | ↗2356 | ↗2371 | ↗2419 | ↘2411 |
| 2017  | 2018  |       |       |       |       |       |
| ↗2418 | ↘2341 |       |       |       |       |       |

## Состав сельского поселения
| № | Населённый пункт | Тип населённого пункта       | Население |
| - | ---------------- | ---------------------------- | --------- |
| 1 | Беломестное      | село, административный центр | ↘1091     |
| 2 | Ендовино         | хутор                        | ↘73       |
| 3 | Жилин            | хутор                        | ↘45       |
| 4 | Кульма           | хутор                        | ↘61       |
| 5 | Ольховатка       | село                         | ↗787      |
| 6 | Слоновка         | село                         | ↘323      |